# Сейко СА
Сейко (на английски: Seiko Sports Association; на китайски: 精工體育會, 精工体育会, Jīnggōng tǐyù huì или Цзингун тиюй хуей) е футболен клуб от Хонконг. Създаден през 1970 г. и разформирован през 1986 г. Собственници и титулярни спонсори на отбора през цялото време се явяват часовниците „Сейко“.

## История
През 1970 г. известния тайландски бизнесмен Кийрий Канджанапс създава „Сейко Спорт Асосиейшън“ или накратко „Сейко“. Името не е случайно взето. Баща му е вносител в Хонконг на известните часовници. Отборът дебютира в трета дивизия през 1970/71, където заема второто място с 26 победи, 1 равен и 1 загуб преминавайки в горната дивизия, която печели веднага (1972). На следващата година влиза в Първа дивизия и в следващите години печели 29 официални титли: 9 Шампиони, 6 Купи на Хонконг, 6 Купи на Вицекраля и 8 Купи на Първа дивизия.
През годините Сейко привлича редица именити чужди футболисти, като холандците Рене ван дер Керкхоф, Ари Хаан, Дик Нанинга и Тео де Йонг, треньорът на Аякс и на националния отбор на „лалетата“ – Георг Кнобел. Общо 14 холандци по време на съществуването си играят за „Сейко“ и благодарение на това на 23 февруари 1981 е изигран приятелски мач с амстердамския колос „Аякс“ завършил с трудната победа на холандците с 5:4.
На 10 януари 1982 г. на стадиона в Хонконг гостува Диего Марадона с неговия Бока Хуниорс и мача завършва 2:0 за южноамериканците. Специално за този мач играят няколко известни футболисти, един от които е Герд Мюлер.
През 1985/86 „Сейко“ учавства в Купата на шампионите на Азия. Там печелят в груповата фаза, но по нататък решават да не учавстват. През 1986 г. федерацията взима решение за забрана на чуждите играчи в резултат на провала за квалификациите за Сп в Мексико, и управата на Сейко решава, че няма повече да поддържа клуба и през лятото на 1986 година престава да съществува.

## Успехи
- Хонконгска Първа дивизия:
  -  Шампион (9): 1972/73, 1974/75, 1978/79, 1979/80, 1980/81, 1981/82, 1982/83, 1983/84, 1984/85
  -  Второ място (3): 1973/74, 1975/76, 1976/77
- Купа на Хонконг
  -  Носител (6): 1974/75, 1975/76, 1977/78, 1979/80, 1980/81, 1985/86
  -  Финалист (1): 1978/79
- Купа на Първа дивизия на Хонконг
  -  Носител (8): 1972/73, 1973/74, 1975/76, 1976/77, 1978/79, 1979/80, 1980/81, 1984/85
  -  Финалист (2): 1982/83, 1982/83
- Купа на Вицекраля
  -  Носител (6): 1972/73, 1977/78, 1978/79, 1983/84, 1984/85, 1985/86
  -  Финалист (2): 1975/76, 1976/77

## Известни футболисти
- Ву Квок Хун –„Голямата глава“
- Тим Бредбъри
- Бени Вендт
- Крис Декер
- Оли Исоахо
- Тео де Йонг
- Рене ван де Керкхоф
- Гордън Маккуин
- Тони Морли
- Дейвид Митчъл
- Гери Мюрен
- Дик Нанинга
- Питър О’Съливан
- Вим Сурбиер
- Ари Хаан
- Герд Мюлер

## Известни треньори
- Георг Кнобел